# مدهوكة إهابية
مدهوكة إهابية (الاسم العلمي:Madhuca coriacea) هي نوع من النباتات يتبع جنس المدهوكة من الفصيلة السبوتية.